# KFNB IIIc
Az Kaiser Ferdinands-Nordbahn (KFNB) IIIc sorozata egy osztrák gőzmozdonytípus volt, melynek tíz példánya utóbb a MÁV állagába került 331 sorozatjellel.

## Kifejlesztése
A Kaiser Ferdinands-Nordbahn (KFNB) fővonala, a Bécs–Lundenburg (ma: Břeclav)–Prerau (ma: Přerov)–Mährisch Ostrau (ma: Ostrava)–Oderberg (ma: Bohumín)–Krakkó vonala viszonylag kedvező vonalvezetésű, közel egyenes és sík pálya volt, melynek vonatait a társaság még a XIX. század utolsó évtizedében kapcsolatlan gyors- és személyvonati és 1B tengelyelrendezésű tehervonati mozdonyokkal tudta továbbítani. Az ezzel egy időben, különféle helyiérdekű vasútvonalak összekötésével létrejött Teschen (ma: Český Těšín, illetve Cieszyn)–Prerau vonal, az úgynevezett Städtebahn viszont több vízválasztó hegységen át, 15‰-es emelkedőkön át vezetett. A folyamatosan növekvő személyforgalom ellátását ezért az 1'C tengelyelrendezésű VIII sorozatú tehervonati mozdonyokkal kellett megoldani. E mozdonyok 60 km/h legnagyobb sebességük és korlátozott méretű kazánjuk miatt csak szükségmegoldást jelentettek. A KFNB ezért 1902-ben egy 2'C (Amerikában „Ten Wheeler” névvel jelölt) tengelyelrendezésű mozdonytípus beszerzéséről döntött. A mozdonyok tervezését és gyártását a KFNB s szinte „házi” beszállítójának is tekinthető Bécsújhelyi Mozdonygyárra bízta. A gyár még abban az évben hét mozdonyt adott át a vasúttársaságnak. A rövid szállítási határidő annak köszönhető, hogy a gyár a Déli Vasút számára készített 32f sorozatú mozdonyok terveit dolgozta át. Az új mozdonyok a IIIc sorozatjelet és a 801–807 pályaszámokat kapták.
A mozdonyok a Monarchiában ekkor kötelező módon hadijelet is kaptak, mely ennél a típusnál {\displaystyle {\tfrac {\mathrm {III\ 400} }{\mathrm {A} _{1}}}} lett.

## Szerkezete
A IIIc sorozatú mozdonyok tehát belső keretes, 2'C tengelyelrendezésű, azaz három, a keretbe ágyazott kapcsolt kerékpárral és előttük két, forgóvázba ágyazott futókerékpárral készült kéthengeres, szerkocsis gőzmozdonyok voltak.

### Kazán
A mozdonyok kazánjának méretei közel azonosak voltak a 32f sorozatú mozdonyokéval, a gőznyomást kereken 12 bar értékre állították be.
A porosz-, más néven Becker-rendszerű állókazánt a keretlemezek fölé emelve, de a hátsó két kapcsolt tengely kerekei között helyezték el, így külső szélessége lefelé keskenyedett – alul alig 1,1 m széles volt. Az állókazán hátfala a tömegcsökkentés miatt a függőlegestől eltérő szögben felfelé előre hajlott. Az állókazán rákfalának mélysége 499 mm volt. 
A hosszkazán legnagyobb 1470 mm legnagyobb átmérővel készült és három és 16 mm-es folytvas lemezekből álló övből szegecselték össze. Tengelye (középvonala) a sínkorona fölött 2,5 m magasan húzódott. A kazánt a szokásos módon a füstszekrény alatt, a füstszekrénytartónál rögzítették a kerethez, így hátrafelé dilatálhatott.
A 32f sorozatú mozdonyok kettős gőzdómja helyett csak az első kazánövre került egy hatalmas, 900 mm átmérőjű gőzdóm. A második kazánövre a homoktartály, a harmadikra a töltőcsésze került. A gőzdóm hátuljára kétoldalt egy-egy 3½″-os Coale-rendszerű közvetlen rugóterhelésű biztonsági szelep került. A gőzdómban helyezték el a síktolattyús gőzszabályzót, melynek szabályozó rudazatát a kazánon kívül vezették el. Innen a gőz a szokásos módon túlhevítő gőzgyűjtőszekrényének nedvesgőz-kamrájába, majd a túlhevítőelemeken át a túlhevítettgőz-kamrájába jutott, ahonnan a gőzhengerekhez áramlott.
A hosszkazánba 225 darab 52,7 mm külső átmérőjű folytvas tűzcsövet építettek.
Az 1,6 m hosszú füstszekrényben helyezték el gőzfúvót. A kúpos alakú kéménybe szikrafogó került. A füstszekrényajtó kétszárnyú, csonka kör alakú volt. Zárása a pereménél körben elhelyezett kallantyúkkal történt. A kazánt 2 db Friedmann-rendszerű H. osztályú, szívó, 9 mm-es nyílású ún. „restarting” frissgőz-lövettyű táplálta vízzel.

### Gépezet
A két, kereten kívül vízszintesen elhelyezett gőzhenger a korábban készült 32f sorozatú mozdonyoknál alkalmazottal megegyezően a második kapcsolt kerékpárt hajtotta. A kiömlőcsöveket azonban kívül, a VIII sorozatúéhoz hasonló ívvel vezették a füstszekrénybe. Lényegesebb változtatás volt ennél, hogy a gőzhengerek átmérőjét és lökethosszát is jelentősen csökkentették. Az utóbbi a kisebb sebességeken is megfelelő huzatképzést segítette, az előbbi a kazán teljesítőképességéhez való jobb igazodást és vélhetően kedvezőbb gőzfogyasztást eredményezett. A dugattyúrúd átmenő rendszerű volt; elöl a rúdvezeték nyitott hüvelyben futott, a dugattyú- és tolattyúrudak tömszelencéi azbesztfonatos tömítéssel készültek. A keresztfejek kétvezetékesek, a hajtó- és csatlórudak I-keresztmetszetűek voltak.
A gőzhengerek üresjárati munkájának (ellenállásának) csökkentésére a henger elülső és hátsó dugattyúterét összekötő nyitható nyomáskiegyenlítő váltót (melynek mozgató emeltyűje az állókazán jobb oldalára került), a hengerfedelekre (a kompaund változatnál az átömlőre is) ún. Ricour-szelepet szereltek. A hengerekre a vízütés elkerülésére ún. kompresszió-szelep is került. A hengerek legnagyobb töltése mindkét irányban 80% (a kompaund változatnál 76%) volt.
A gőzhengerek külsőbeömlésű kagylós síktolattyúit ellenforgattyús Heusinger–Walschaert-rendszerű vezérművek szabályozták.  Az ellenforgattyú előremenetben a forgattyút közel 90°-kal követte, más szóval a forgattyúhoz képest hátramaradóként ékelték föl. Ennek és a külső beömlésnek megfelelően előremenetben a lengőívkő a lengőív (kulissza) felső részén helyezkedett el. Ez a korszak hazai mozdonyain általános elrendezés a döntően előremenetben járó mozdonyoknál nem volt előnyös megoldás, mivel a lengőív ágyazásának gyorsabb kopását idézte elő. A kormányvonórudat kormánycsavarral szabályozták.

### Keret, futómű, mozdonysátor
A IIIc sorozatúmozdonyok a 32f sorozatú mozdonyokkal megegyezően 1540 mm futókör-átmérőjű hajtott és kapcsolt- valamint 880 mm átmérőjű futókerékpárokkal készültek. 
A belső elrendezésű, szegecseléssel készült keret két, egymástól 1,21 m távolságban lévő 32 mm vastag folytvaslemez hossztartóból állt, de a 32f sorozatú mozdonyoktól eltérően végig összehúzás nélkül, egymástól azonos távolságban húzódtak. Mivel az aránylag széles tűzszekrény miatt a hossztartók hátsó részének tetejét le kellett metszeni, az így lecsökkent merevséget a hossztartókra szegecselt foltlemezekkel fokozták. A hossztartókat elöl a mellgerenda, hátul a kapocsszekrény kötötte össze, közöttük pedig a forgócsapot is befogadó hengermerevítők és a felettük lévő szekrényes füstszekrénytartó, valamint az első két kapcsolt tengely között elhelyezett, függőleges folytvaslemez-kereszttartó (ún. keretkötő) merevített ki. A mellgerenda mögött vízszintes keretkötőlemezt is beszegecseltek. Az első két függőleges tartó felső nyúlványai a hosszkazán haslemezéig nyúltak fel és a hosszkazánt is alátámasztották. A kereszttartókra a tömegcsökkentés érdekében kivágások kerültek. A merev tengelytávolság csökkentésére az első két kapcsolt kerékpárokat a keretbe egymáshoz olyan közel ágyazták, amennyire csak a fékrudazat azt lehetővé tette, míg a harmadikat az állókazán alátámasztására 160 mm-rel hátrébb tolták. A tengelyágytokok keretkivágásait acélöntésű ágyvezetékek merevítették, valamint a keretlemezeknek a kivágásoknál lévő nyúlványait alul összekötő ún. kötővasak fogták össze. Az ágytokok kopásai húzóékekkel utánállíthatóak voltak. A hajtó- és a hátsó kapcsolt kerékpárok hordrugóit a tengelyek alatt, az első kapcsolt tengelyét a tengely fölött helyezték el. A rugókat himbák kötötték össze.
A 2100 mm tengelytávolságú elülső futóforgóváz kerete 28 mm vastag lemezekből készült, melyek egymástól szokatlanul nagy, 1244 mm távolságra kerültek. Így a tengelyek fölött elhelyezett hordrugók a forgóvázkereten belülre kerültek. A forgócsap a főkeretben oldalirányban 25–25 mm-t tudott elmozdulni. A forgócsap a forgóváz tengelytávolságának felezővonalában helyezkedett el.
A viszonylag rövid tetővel ellátott mozdonysátor homlokán egy-egy ovális forgóablakot alakítottak ki. Oldalra egy fix- és egy tolóablak, a sátortetőre szellőző, míg belső oldalára tetőlámpa került.

### Segédberendezések
A mozdonyra egy  1895. évi típusú Hardy-rendszerű légűrfékhengert szereltek. A légritkítás egy, a mozdony hosszkazánjának bal oldalán elhelyezett vákuumszivattyú biztosította. A féktuskók a mozdony két hátsó hajtott kerékpárját egy oldalról (hátulról) fékezték, míg a többi kerékpár fékezetlen volt. A sebességet egy, a hátsó kapcsolt kerékpárról meghajtott Favarger-rendszerű sebességmérő mérte. A gőzben lévő alkatrészek kenéséről egy Nathan-rendszerű lubrikátor gondoskodott. Kedvezőtlen tapadási viszonyok esetén Holt & Gresham-rendszerű, gőzzel működtethető homokoló juttatott homokot az első kapcsolt kerékpár elé. A mozdonyokat hagyományos bajor rendszerű nagynyomású gőzfűtési berendezéssel is ellátták.

### Szerkocsi
A IIIc sorozatú mozdonyokhoz új, a KFNB által P sorozatúként jelölt háromtengelyes szerkocsit kapcsolták. A szerkocsik a mozdony pályaszámát viselték.

## A második széria
A KFNB a IIIc sorozatú mozdonyokkal igen kedvező tapasztalatokat szerzett, így 1903-ban újabb négy példányt vásároltak a Bécsújhelyi Mozdonygyártól. A 808–811 pályaszámú mozdonyok kismértékben eltértek az első gyártási sorozattól:
- Az alacsonyabb fűtőértékű szenek alkalmazás érdekében a kazán rostélyfelületét megnövelték oly módon, hogy a rostélyt előrefelé meghosszabbították. Ezzel együtt ez egész hosszkazán is előbbre került, melyet a füstszekrény 120 mm-es megrövidítésével kompenzáltak.
- A kazán nyomását 13 bar-ra növelték.
- A mozdony mellső részét 620 mm-rel meghosszabbították, részben a füstszekrény könnyebb tisztítása érdekében, részben a megnövekedett mozdonytömeg folyómétertömeg-növelő hatását kiegyensúlyozandó.

A mozdonytípust valamivel kisebb kazánnal a Böhmische Nordbahn (BNB) is beszerezte IIb sorozatjellel.

## Sorsuk az első világháború végéig
A mozdonyokat a KFNB államosításakor a kkStB a 27.01–11, a szerkocsikat 75.01–11 sorozatjellel és pályaszámokon vette állagba és továbbra is az addigi KFNB-vonalhálózaton szolgáltak.
A mozdonyok közül az első világháború kitörésekor négy példány Krakkó, a többi Friedek (ma: Frýdek-Místek) honállomású volt.

## További pályafutásuk
Az első világháború után valamennyi példány a ČSD-hez került. A ČSD az első években a korábbi sorozat- és pályaszámokon üzemeltette a járműveket. A Monarchia vasúttársaságai járműparkjának végleges felosztása után, 1925-ben bevezetett jelölési rendszerében a mozdonyok a 354.501–11, a szerkocsik a 412.201–11 pályaszámokat kapták. A járműveket a szlovák országrészre, Kassa fűtőházhoz helyezték át. A ČSD a mozdonyokat kis mértékben átalakította: a harmadik kazánövre egy második, az elsővel azonos méretű gőzdóm került, két gőzdómot pedig egy vízszintes csővel kötötték össze. A homoktartályt kettéosztva a mozdony futóhídjára került át, a homokoló pedig innentől a hajtókerékpár elé szórta a homokot. A légűrféket Božič-rendszerű légnyomásos fék váltotta fel.
Egy példányt 1933-ban selejteztek.

### Magyarország
Az első bécsi döntés nyomán a MÁV számos ČSD-eredetű mozdonyt vett át, köztük az összes megmaradt 354.5 sorozatút is, melyeket a 331,001–010 pályaszámokkal sorozott be az állagába. Mivel a mozdonyok két részletben (9 és 1 db) kerültek átadásra, így a mozdonyok átszámozása nem teljesen az eredeti számsorrendben, hanem az egyes átadások alkalmával átadott példányok növekvő számsorrendjében történt. A szerkocsik az m jellegmegjelölést, valamint a hozzájuk tartozó mozdony sorozatjelét és pályaszámát (m331,001–010) kapták.
A 331 sorozatú mozdonyok MÁV által engedélyezett vonatterheléseit az alábbi táblázat szemlélteti:
| 0– 3‰  | 520 t | 360 t | 270 t | 190 t |
| 3– 5‰  | 460 t | 330 t | 250 t | 190 t |
| 5– 7‰  | 380 t | 300 t | 230 t | 170 t |
| 8–10‰  | 280 t | 230 t | 180 t | 140 t |
| 14–16‰ | 185 t | 160 t | 130 t | 100 t |
| 25‰    | 110 t | 100 t | 80 t  | 70 t  |

A mozdonyokat Királyházára, illetve egyiküket később Csapra állomásították.
A tapasztalatok szerint a mozdonyok a háború éveiben 100 elegytonna-kilométerenként 7,2–8 kg szenet és 7,5 gramm meleg-, illetve 15,5 gramm hidegkenő-olajat fogyasztottak.
A második világháború végén két példány maradt az ország újra lecsökkent területén, melyek egyike sem volt üzemképes állapotban. Az egyik példány bombasérült, de az is javítható állapotban volt. Egy további példány 1950-ben Németország szovjet megszállási övezetéből tért haza. Bár a mozdonyok a repartíciós állagba tartoztak, a magyar-csehszlovák tárgyalások nyomán a törzsállagba kerültek át.
Hosszú szolgálat nem várt már a 331-esekre: a MÁV 1953-ban mindhármat leselejtezte.

### Csehszlovákia
Öt példányt Lengyelországban ért a háború vége, ezeket a PKP 1948-ban visszaadta a ČSD-nek, mely a korábbi pályaszámukat visszakapott mozdonyokat 1949-ben selejtezte.
Egy példány a Szovjetunióba került, egyet pedig hadizsákmányként Jugoszláviába került, melyet a JDŽ sem a MÁV-nak, sem a ČSD-nek nem adott vissza, hanem 112-001 pályaszámmal állományba vette.